# Eunidia subvagepicta
Eunidia subvagepicta là một loài bọ cánh cứng trong họ Cerambycidae.